# Ammoxenidae
Los ammoxénidos (Ammoxenidae) son  una familia de arañas araneomorfas, que forman parte de los gnafosoideos (Gnaphosoidea), una superfamilia formada por siete familias entre las que destacan por su número de especies Gnaphosidae y Prodidomidae.

## Distribución
Dos de sus géneros, Ammoxenus y Rastellus, son  de África y los otros dos, Austrammo y Barrowammo, de Australia.

## Sistemática
Con la información recogida hasta el 31 de diciembre de 2011, Ammoxenidae cuenta con 18 especies descritas comprendidas en 4 géneros:
- Ammoxenus Simon, 1893
- Austrammo Platnick, 2002
- Barrowammo Platnick, 2002
- Rastellus Platnick & Griffin, 1990